# مارکوس گیر
مارکوس گیر (انگلیسی: Markus Gier؛ زادهٔ ۱ ژانویهٔ ۱۹۷۰) قایقران روئینگ اهل سوئیس بود.